# Leucospis slossonae
Leucospis slossonae – gatunek błonkówki  z rodziny osarkowatych.

## Taksonomia
Gatunek został opisany w 1922 roku przez Lewisa Welda. Epitet gatunkowy honoruje amerykańską entomolożkę Annie Trumbull Slosson.

## Zasięg występowania
Ameryka Północna. Występuje w płd.-wsch USA w stanach Georgia, Floryda i Alabama.

## Budowa ciała
Uda tylnej pary nóg silnie powiększone z 4-5 bardzo długimi i grubymi kolcami. Pokładełko u samicy bardzo krótkie. Ubarwienie ciała czarno-czerwone, imitujące osy z podrodziny kopułkowatych.